# Sniper Elite 4
Sniper Elite 4 — відеогра жанрів шутер і стелс із серії Sniper Elite. Розроблена компанією Rebellion Developments. Реліз заплановано 14 лютого 2017 на PlayStation 4, Xbox One, Microsoft Windows.

## Ігровий процес
Гра виконана в жанрі шутера від третьої особи з елементами стелсу. Як завжди потрібно керувати снайпером. Sniper Elite 4 продовжує всі традиції попередніх частин. Відбулося покращення штучного інтелекту. Тепер, після вбивства гравцем одного бота, інші починають шукати його. Гравці тепер можуть ставити пастки і використовувати трупи як приманку. У нічних завданнях можна знешкодити джерело світла, а також збільшилась кількість локацій.